# Inger Bråtveit
Inger Bråtveit, född 3 oktober 1978 i Bergen i Norge, är en norsk författare som skriver på nynorska. Hon debuterade 2002 med romanen Munn mot ein frosen fjord, för vilken hon tilldelades samma års Nynorsk litteraturpris.

## Priser och utmärkelser
- 2002 – Nynorsk litteraturpris för Munn mot ein frosen fjord
- 2009 – Bjørnsonstipendet